# خالد إبراهيم الوزير
خالد إبراهيم الوزير سياسي ومسئول يمني سابق من مواليد محافظة صنعاء عام 1971م.

## المؤهلات العلمية
1. حاصل على شهادة ليسانس شريعة وقانون ـ جامعة صنعاء.
2. دبلوم عالي في القانون البحري ـ القاهرة.

## المناصب التي تقلدها
- عمل ئيسا لمجلس إلإدارة والرئيس التنفيذي للهيئة العامة للشؤون البحرية .
- مستشارا قانوني لوزير النقل 2001 - 2007م.
- مديرا عاما للإدارة العامة للشؤون القانونية ـ الهيئة العامة للشؤون البحرية 2002-2003م.
- مديرا لإدارة الشؤون القانونية في الهيئة العامة للشؤون البحرية 1998-2002م .
- مديرا لمكتب وكيل الهيئة العامة للشؤون البحرية 1992-1993م.
- عين وزيراً للنقل في التشكيل الحكومي في 5 إبريل 2007م .